# Max Depke
Max Depke (* 1921 in Berlin; † 26. September 2008 in Lübeck) war ein deutscher Kaufmann, Judoka, Sportfunktionär und Freimaurer.

## Leben
Nach Abitur und einer Ausbildung zum Großhandelskaufmann leistete Depke Kriegsdienst im Zweiten Weltkrieg. 1945 ließ er sich in Lübeck nieder. 1954 gründete er hier einen Großhandel für Arztpraxen- und Krankenhausbedarf sowie später die Firma Max C. Depke Elektro-medizinische Geräte für physikalische Therapie.
Max Depke war Freimaurer in der Lübecker Johannisloge Zur Weltkugel und ihr Meister vom Stuhl von 1964 bis 1969 sowie von 1974 bis 1981. Von 1970 bis 1974 war er Abgeordneter der SPD in der Lübecker Bürgerschaft.

## Sport
Am 7. Januar 1954 gründete Depke mit anderen Judo-Interessierten den Lübecker Judo-Club. Schon im selben Jahr wurde er in den Vorstand des Judo-Verbandes Schleswig-Holstein als Jugendwart und 1956 als 1. Vorsitzender gewählt. Diese Funktion übte er bis 1989 aus. Von 1960 bis 1970 war Max Depke auch Präsident des Deutschen Judo-Bundes.
Von 1963 bis 1973 war Depke Mitglied des Nationalen Olympischen Komitees (NOK). Als Mannschaftsführer nahm er mit dem deutschen Team an den Olympischen Spielen 1964 in Tokio teil, wo Judo erstmals als olympischer Sport vertreten war. Von 1969 bis 1973 gehörte er dem Präsidium des NOK an und plante in dieser Funktion die Olympischen Spiele 1972 in München mit. Seit 1977 war Max Depke Mitglied des Ältestenrates des Nationalen Olympischen Komitees.
Von 1967 bis 1987 war er auch Vorsitzender des Turn- und Sportbundes der Hansestadt Lübeck.

## Auszeichnungen
- Ehrenmitglied, Landessportverband Schleswig-Holstein
- Ehrenpräsident des Deutschen Judo-Bundes
- Ehrenvorsitzender des Judo-Verbandes Schleswig-Holstein
- Senatsplakette (1974)
- Sportplakette des Landes Schleswig-Holstein (1981)
- Bundesverdienstkreuz am Bande (1979)
- Bundesverdienstkreuz 1. Klasse (1988)

## Schriften
- (Hrsg.): 200 Jahre Loge "Zur Weltkugel" 1779-1979: eine Festschrift zur Jubiläumsfeier am 20. April 1979. Hamburg: Bauhütten Verlag, 1979